# Annike Krahn
Annike Krahn (Bochum, 1º luglio 1985) è un'ex calciatrice tedesca, di ruolo difensore.

## Carriera

### Club
Annike Krahn dimostra interesse per calciare un pallone con i piedi già in tenerissima età, tanto che i genitori decidono di iscriverla ad una società calcistica, il Westfalia Weitmar 09, già dai 4 anni. Dopo aver imparato i primi rudimenti e aver giocato con il Westfalia Weitmar 09 fino al 1993, passa al Waldesrand Linden (1993-1998), quindi al TuS Harpen (1998–2002) per approdare oramai affermata alla formazioni giovanili del Wattenscheid dove rimarrà dal 2002 al 2004 prima di passare al professionismo.
Le attenzioni delle più rappresentative società di calcio femminile tedesche si concretizzano nel 2004 quando il 2001 Duisburg le fa sottoscrivere un contratto per giocare in Frauen-Bundesliga, massimo livello del campionato tedesco femminile di calcio.
Con il Duisburg riuscì a raggiungere la seconda posizione in campionato per quattro stagioni consecutive, dal 2005 al 2008. Al termine della stagione 2008-2009 Krahn conquista il suo primo trofeo internazionale di squadra, la UEFA Women's Cup, riuscendo ad aggiudicarsi, sempre nel 2009, la DFB-Pokal (Coppa di Germania).
Dopo otto stagioni al Duisburg, in cui riesce a conquistare due coppe nazionali ed ave conseguito al termine dell'edizione 2008-2009 il maggior risultato in ambito UEFA per tornei riservati ai club, l'allora UEFA Women's Cup, Krahn decise di abbandonare il campionato tedesco per intraprendere un'avventura internazionale, trovando un accordo con il Paris Saint-Germain per giocare in Division 1 Féminine, massimo livello del campionato francese di categoria. Con le francesi del PSG rimane tre stagioni, disputando sempre campionati ad alto livello che però non si concretizzano in alcun titolo, per tre volte arrivando seconda in campionato dietro le storiche rivali dell'Olympique Lione, ed una sola volta in finale di Coppa nel 2014 persa per 2-0 sempre nei confronti del Lione. Al suo ultimo anno nel PSG, Krahn sfiora la conquista del suo secondo titolo UEFA per club, la UEFA Women's Champions League, arrivando in finale al termine della stagione 2014-2015 ma perdendola 2-1 con le tedesche del 1. FFC Francoforte.
Nell'estate 2015 ritiene conclusa la sua avventura all'estero, decidendo di rientrare in Germania sottoscrivendo un contratto con il Bayer Leverkusen. Con la squadra di Leverkusen gioca le sue ultime due stagioni in Bundesliga prima di annunciare il suo ritiro dal calcio giocato nel maggio 2017.

## Palmarès

### Club
- DFB-Pokal der Frauen: 2

2001 Duisburg: 2008-2009, 2009-2010
- UEFA Women's Cup: 1

2001 Duisburg: 2008-2009

### Nazionale
- Campionato mondiale femminile di calcio: 1

2007
- Campionato europeo femminile di calcio: 2

2009, 2013
- Campionato mondiale under 19: 1

2004
- Bronzo olimpico: 1

Pechino 2008
- Oro olimpico: 1

Rio de Janeiro 2016